# Stejarul de la Flagey
Stejarul de la Flagey (în franceză Le Chêne de Flagey) sau Stejarul lui Vercingetorix (Le Chêne de Vercingétorix) este un tablou ulei pe pânză reprezentând un peisaj realizat de pictorul francez Gustave Courbet, realizat în 1864. Reprezintă un stejar din apropierea fermei familiei Courbet din satul Flagey, Doubs, la câțiva kilometri de Ornans, în Franche-Comté, numit astfel în legătură cu Vercingetorix. Stejarul a fost ulterior lovit de fulger și nu mai există. Tabloul este păstrat la Muzeul Courbet din Paris.
În 1880, sora artistului, Juliette Courbet, l-a vândut bancherului Henry C. Gibson, iar la moartea acestuia din urmă a fost oferit Academiei de Arte Frumoase din Pennsylvania în 1896. A fost vândut la Sotheby's New York în 1987 unui colecționar japonez, Michimasa Murauchi, pentru 450.000 de dolari. A fost apoi achiziționată cu 4,5 milioane de euro în 2012 de către Muzeul Courbet, 2,7 milioane de euro provenind din donații private și 1,3 milioane de euro din fonduri publice. A fost împrumutată la expoziția Volez, Voguez, Voyagez despre Louis Vuitton de la Grand Palais.